# Зенит (футбольный клуб, Ветрен-Дол)
«Зенит» (болг. Зенит) — футбольный клуб из села Ветрен-Дол, Болгария. Основан в 1944 году, первоначально назывался ФК «Автомат». Изначально любительский клуб был сформирован из учащихся близлежащих сел вокруг города Пазарджик. Официальная регистрация в окружном спортивном совете произошла 15 мая 1945 г. как ФК «Спортист»

## Переименование в «Димитр Марков»
В 1948 г. при проведении взрывных работ погибает вратарь «Спортиста» Димитр Феодоров Марков. В его честь игроки команды принимают решение переименовать клуб в ФК «Димитр Марков» и оставить за ним его командный № 1 с 1948 до 1957 г.

## Переименование в «Зенит»
В 1957 г. вернувший из поездки в СССР, центральный нападающий команды Димитр Благов-Йозо добивается переименования своей команды в ФК «Зенит», в честь одного из сильнейших участников чемпионата СССР — Зенит (Ленинград).

## ДЮСШ
В 2004 году создается и детско-юношеская спортивная школа для команды. За все время существования клубов — всего один профессиональный футболист из Ветрен-Дол играл в профессиональных клубах Марица, Спартак (Плевен) и Хебар (Пазарджик). Его имя — Спас Попов. На сегодняшний момент он снова вернулся в любительскую лигу, и надел белую футболку игрока команды «Зенит», но уже как играющий тренер.

## Стадион
Домашние матчи команда играет на стадионе «Димитр Спасов», вместимость 1200 зрителей. 

## Игровая форма
Основная игровая форма — белые футболки, синие трусы и синие гетры. Резервная форма — целиком в синем цвете.